# Lea Thompson
Lea Katherine Thompson (sinh ngày 31 tháng 5 năm 1961)  là một nữ diễn viên, đạo diễn và nhà sản xuất truyền hình người Mỹ. Cô được biết đến với vai diễn Lorraine Baines trong bộ ba phim Back to the Future và là nhân vật chính trong bộ phim sitcom thập niên 1990 Caroline in the City của NBC. Những bộ phim khác có Thompson đóng được biết đến bao gồm All the Right Moves (1983), Red Dawn (1984), Howard the Duck (1986), Some Kind of Wonderful (1987), và The Beverly Hillbillies (1993). Từ năm 2011 đến 2017, cô đóng vai chính Kathryn Kennish trong loạt phim chuyển từ Freeform Switched at Birth của đài ABC.

## Đầu đời và sự nghiệp

### Cuộc sống
Thompson được sinh ra ở Rochester, Minnesota, một trong năm người con của Clifford và Barbara Barry Thompson. Cô có hai chị em, Coleen Goodrich và Shannon Katona và hai anh em, Andrew (vũ công ba lê) và Barry. Mẹ cô là người gốc Ailen.
Cô học múa ba lê khi còn là một cô gái và nhảy chuyên nghiệp từ năm 14 tuổi, giành được học bổng của Nhà hát Ba lê Mỹ, Ba lê San Francisco và Ba lê Pennsylvania. Mikhail Baryshnikov nói rằng cô ấy không có cơ thể phù hợp để trở thành một nữ diễn viên ba lê, cô đã thay đổi sự tập trung của mình sang diễn xuất.
Vào thời điểm đó, cô ấy 20 tuổi và nhảy chuyên nghiệp với Công ty Studio của Nhà hát Ba lê Mỹ (lúc đó là ABT II), và khi đến lúc quyết định liệu cô ấy sẽ chuyển đến công ty chính, Baryshnikov, giám đốc nghệ thuật lúc đó, nói với cô ấy, "Bạn là một vũ công đáng yêu, nhưng bạn quá đầy đặn." Theo lời của cô ấy, đó là "thời điểm khi tôi quyết định ngừng nhảy và không trở thành một vũ công ba lê. Đó là một khoảnh khắc tuyệt vời vì tôi có thể đập đầu vào tường thêm 10 năm nữa. " 